# Мусохранов, Владимир Павлович
Владимир Павлович Мусохранов (4 марта 1946) — советский футболист, защитник.

## Биография
Воспитанник кемеровского футбола, тренер — Горбачёв Александр Николаевич. Начинал играть в футбол на взрослом уровне в 1965 году в Кемерово в команде «Химик»/«Кузбасс», провёл в команде три сезона и был основным защитником.
В 1968 году перешёл в свердловский «Уралмаш» и в том же сезоне стал победителем зонального и финального турниров первой лиги, однако не был основным игроком, сыграв 13 матчей из 42. В 1969 году со своим клубом выступал в высшей лиге, провёл 14 матчей, в большинстве из которых выходил на замены. Дебютный матч на высшем уровне сыграл 23 апреля 1969 года против бакинского «Нефтчи», заменив на 81-й минуте Виктора Ерохина.
В 1970 году вернулся в «Кузбасс», где выступал ещё четыре сезона, будучи основным защитником, и сыграл более 100 матчей в первой и второй лигах. Победитель зонального турнира второй лиги 1970 года, зонального и финального турниров второй лиги (чемпион РСФСР) 1972 года. Сезон 1974 года провёл в команде «Шахтёр» (Прокопьевск) во второй лиге. В 1975 году снова был в составе «Кузбасса», но ни одного матча не сыграл.
Дальнейшая судьба неизвестна.